# Mount Veniaminof
Der Mount Veniaminof ist ein 2507 m hoher Stratovulkan der Aleutenkette auf der Alaska-Halbinsel. Der Vulkan wurde benannt nach Ivan Veniaminov (1797–1879), einem russisch-orthodoxen Priester, der die aleutische Bevölkerung missionierte.

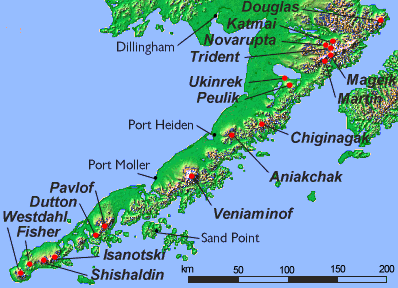
Vulkane auf der Alaska-Halbinsel

Um 1750 v. Chr. kam es am Mount Veniaminof zu einem Vulkanausbruch der Stärke 6 auf dem Vulkanexplosivitätsindex, der die Bildung einer großen Caldera (8 km × 11 km) zur Folge hatte. In der jüngeren Geschichte gab es mehrere kleine Ausbrüche, mehr als zehn seit 1930.
Veniaminof ist einer der höchsten Vulkane Alaskas und ist auch deshalb von einem Gletscher bedeckt, der einen Großteil der Caldera füllt. In der Zukunft könnte ein Ausbruch des Vulkans zur Entstehung eines Gletscherlaufes führen.
1967 wurde der Mount Veniaminof als National Natural Landmark ausgewiesen.